# Puy-Saint-Martin
Puy-Saint-Martin – miejscowość i gmina we Francji, w regionie Owernia-Rodan-Alpy, w departamencie Drôme.
Według danych na rok 1990 gminę zamieszkiwały 602 osoby, a gęstość zaludnienia wynosiła 52 osób/km² (wśród 2880 gmin regionu Rodan-Alpy Puy-Saint-Martin plasuje się na 1062. miejscu pod względem liczby ludności, natomiast pod względem powierzchni na miejscu 1005.).